# Dwyer Junction
Dwyer Junction ist ein gemeindefreier Ort (unincorporated community) im Platte County im US-Bundesstaat Wyoming.

## Lage
Dwyer Junction liegt etwa 20 km westlich von Guernsey, Wyoming an dem U.S. Highway 26, der von seiner Eröffnung 1926 bis 1948 in der Nähe des Ortes an dem (mittlerweile aufgegebenen) U.S. Highway 185 endete. Etwa 2 km westlich des Ortes befindet sich die Anschlussstelle des US 26 an die Interstate 25 mit der Raststätte Dwyer Junction Rest Area.